# Diphycerus reitteri
Diphycerus reitteri är en skalbaggsart som beskrevs av Semenov 1891. Diphycerus reitteri ingår i släktet Diphycerus och familjen Melolonthidae. Inga underarter finns listade i Catalogue of Life.